# The Pied Piper (1972)
The Pied Piper is een Brits-Amerikaanse muziekfilm uit 1972 onder regie van Jacques Demy. Het scenario is gebaseerd op het sprookje De rattenvanger van Hamelen van de gebroeders Grimm.

## Verhaal
De burgemeester van Hamelen verzoekt een rattenvanger om zijn stad te verlossen van een rattenplaag. Wanneer de rattenvanger na afloop zijn geld niet krijgt, besluit hij alle kinderen van Hamelen uit de stad te lokken.

## Rolverdeling
| Acteur             | Personage          |
| ------------------ | ------------------ |
| Keith Buckley      | Mattio             |
| Patsy Puttnam      | Helga              |
| Arthur Hewlett     | Otto               |
| Paul Hennen        | Karl               |
| Peter Eyre         | Pelgrim            |
| Donovan            | Rattenvanger       |
| John Hurt          | Franz              |
| David Leland       | Officier           |
| Michael Hordern    | Melius             |
| Jack Wild          | Gavin              |
| Michael Goldie     | Burger             |
| Diana Dors         | Mevrouw Poppendick |
| Cathryn Harrison   | Lisa               |
| Peter Vaughan      | Bisschop           |
| André van Gyseghem | Broeder            |